# مقاطعة ليمستون (ألاباما)
مقاطعة ليمستون (بالإنجليزية: Limestone County, Alabama)‏ هي إحدى مقاطعات ولاية ألاباما في الولايات المتحدة. تأسست سنة 1818، بلغ عدد سكانها 87654 نسمة في عام 2010 حسب إحصاء مكتب تعداد الولايات المتحدة .

## أعلام
- دان وليامز
- أوسكار ريتشارد هندلي
- جيك هيس

## وصلات خارجية
- limestonecounty.net